# Lari (moeda)
O lari ou, na sua forma portuguesa, lári (por vezes denominado em georgiano como laari; em georgiano ლარი; código ISO 4217: GEL; plural em português: láris) é a unidade monetária da Geórgia. Está dividida em 100 tetri.
A moeda foi introduzida em 1995 pelo governo de Eduard Shevardnadze como parte de uma ambicioso programa de reforma que incluía a privatização e a introdução de uma nova moeda que substituísse o rublo. Tem-se mantido estável desde então.